# Spire de Dublín

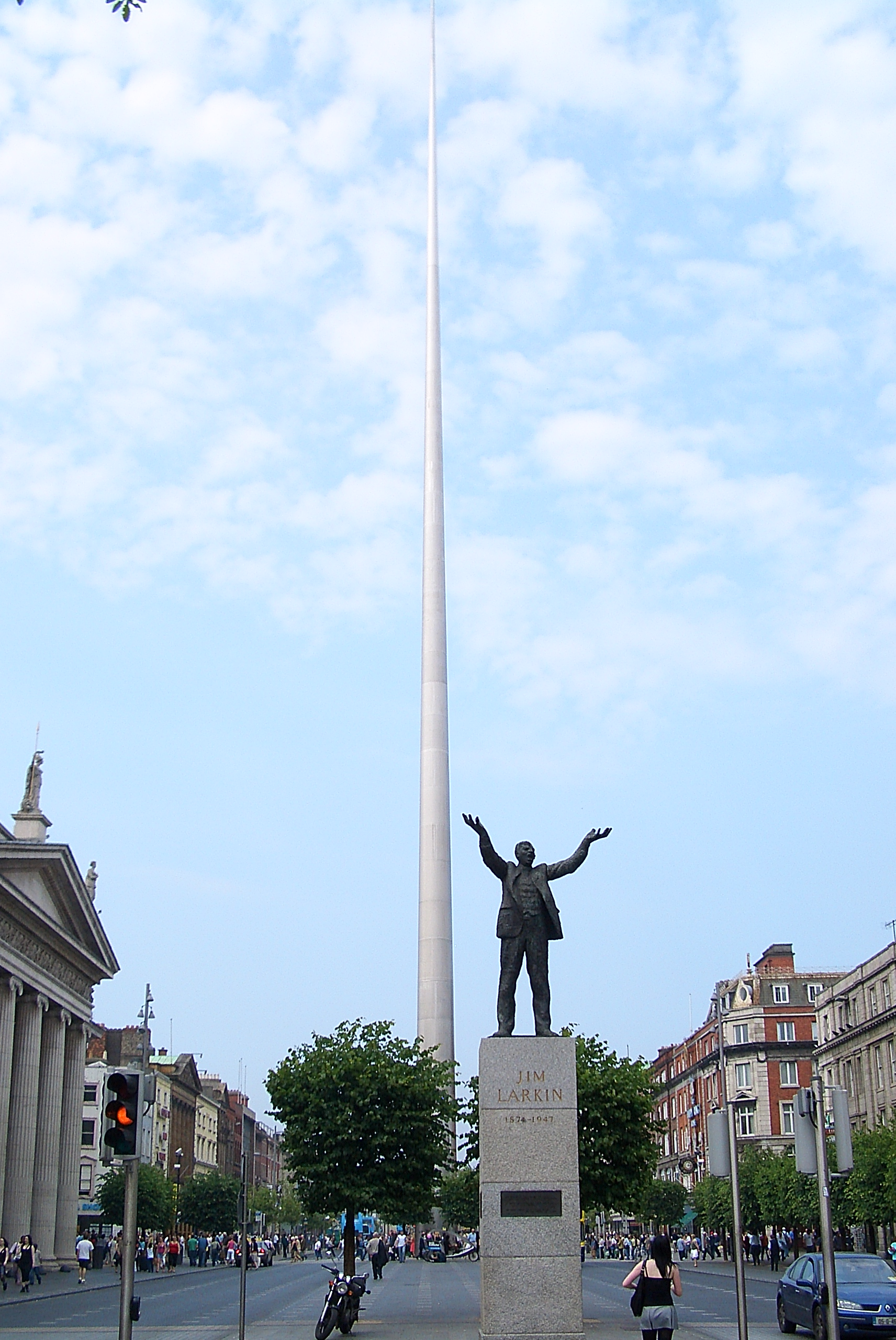
Spire de Dublín desde la calle O'Connell

El Spire de Dublín, oficialmente denominado Monumento de la Luz (en inglés, Monument of light; en irlandés, An Túr Solais), es una escultura de acero inoxidable situada en la calle O'Connell, una de las más céntricas de la capital irlandesa. Con sus 120 metros de altura, es una de las esculturas más altas del mundo.[cita requerida]

## Diseño
La obra fue diseñada por el estudio británico Ian Ritchie Architects Ltd y consiste en un gran cono que en su base tiene 3.27 metros de diámetro y que se va estrechando hasta los 15 centímetros en su extremo superior. Su construcción comenzó el 18 de diciembre de 2002 con la colocación de la primera de las 6 secciones que componen el monumento, la última de las cuales se instaló el 21 de enero de 2003. 

## Historia
En su ubicación actual se encontraba anteriormente la Columna de Nelson, en honor al almirante inglés Horatio Nelson, que fue destruida por una bomba colocada por el IRA en 1966. Su construcción se debió a un plan diseñado en 1999 para revitalizar una zona que estaba en claro declive desde los años setenta.
El diseño tuvo inicialmente cierta oposición, al tener poca conexión arquitectónica o cultural con la ciudad. Sin embargo, los partidarios lo compararon con otras estructuras inicialmente impopulares como la Torre Eiffel. Al igual que otras obras de arte públicas de la ciudad, ha inspirado varios apodos, tales como nail in the Pale, stiletto in the ghetto, pin in the bin, stiffy by the Liffey, spire in the mire, o the spike.

### Monumentos similares
- Antena de Castiglioni (Buenos Aires)
- Iglica (Breslavia)